# Litevské euromince
Litevské euromince jsou mince, které začaly platit dne 1. ledna 2015, když Litva vstoupila do eurozóny a euro se stalo oficiálním platidlem státu.

## Historie
Litva je členem Evropské unie od 1. května 2004 a je také členem Evropské měnové unie. Před zavedením eura používala Litva svoji vlastní měnu – litevský litas (kód LTL), který byl od 28. června 2004 v ERM II, což je předstupeň pro zavedení eura. Pevný směnný kurs mezi litasem a eurem byl stanoven na 3.45280 LTL = 1 EUR. Tento kurs se směl pohybovat v rozmezí ±15%.
Litva se snažila vstoupit do eurozóny již k 1. 1. 2007. Ale kvůli nesplnění inflačního maastrichtského kritéria Litva euro nezavedla. V únoru 2013 představila litevská vláda plán, podle něhož by země mohla přijmout euro v roce 2015.
Dne 23. července 2014 ECB schválila podmínky pro zavedení eura v Litvě. Tento pobaltský stát se pak 1. ledna 2015 stal 19. zemí eurozóny.

## Popis
Na mincích všech nominálních hodnot je zobrazen téměř shodný motiv. Rozdíl je ten, že mince 1 a 2 eura jsou na obvodu svisle vroubkované, mince 10, 20 a 50 centů jsou na obvodu vodorovně vroubkované a mince 1, 2 a 5 centů jsou na obvodu hladké. Na mincích je zobrazen Vytis (litevský státní znak), nápis „Lietuva“ (litevsky Litva) a také rok uvolnění do oběhu. Motiv na euromincích, který vytvořil sochař Antanas Žukauskas, byl odhalen 11. listopadu 2004.

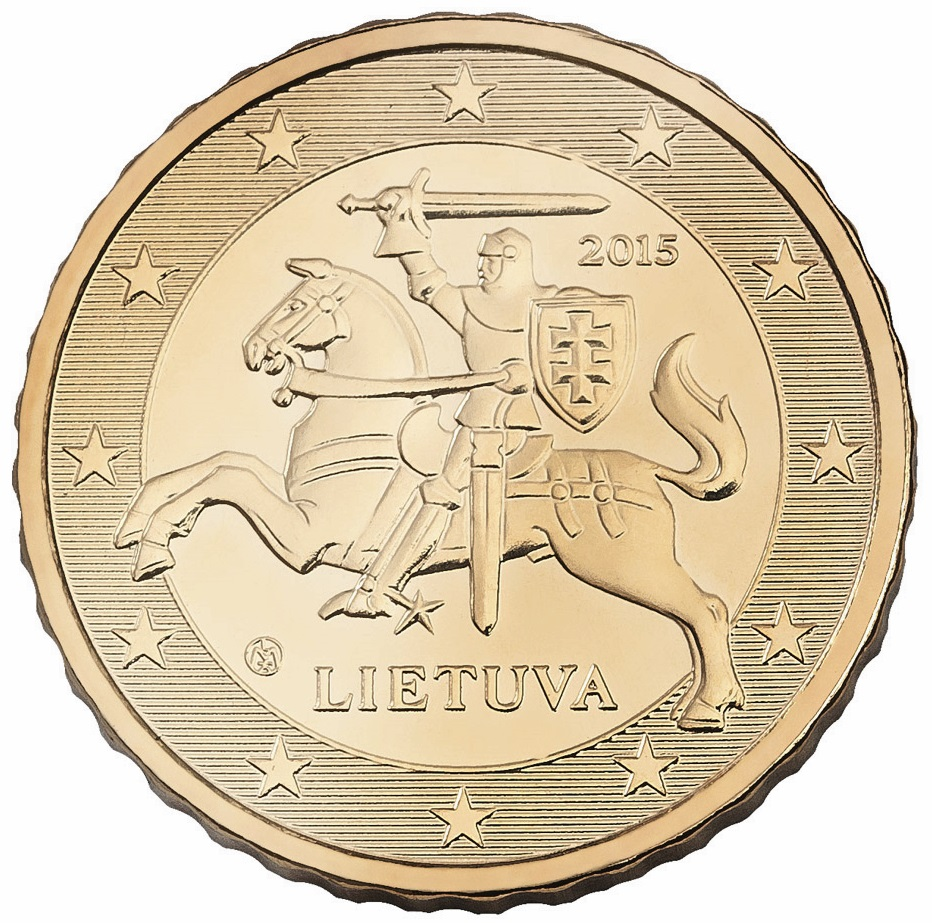
Rubová strana 10 eurocentů
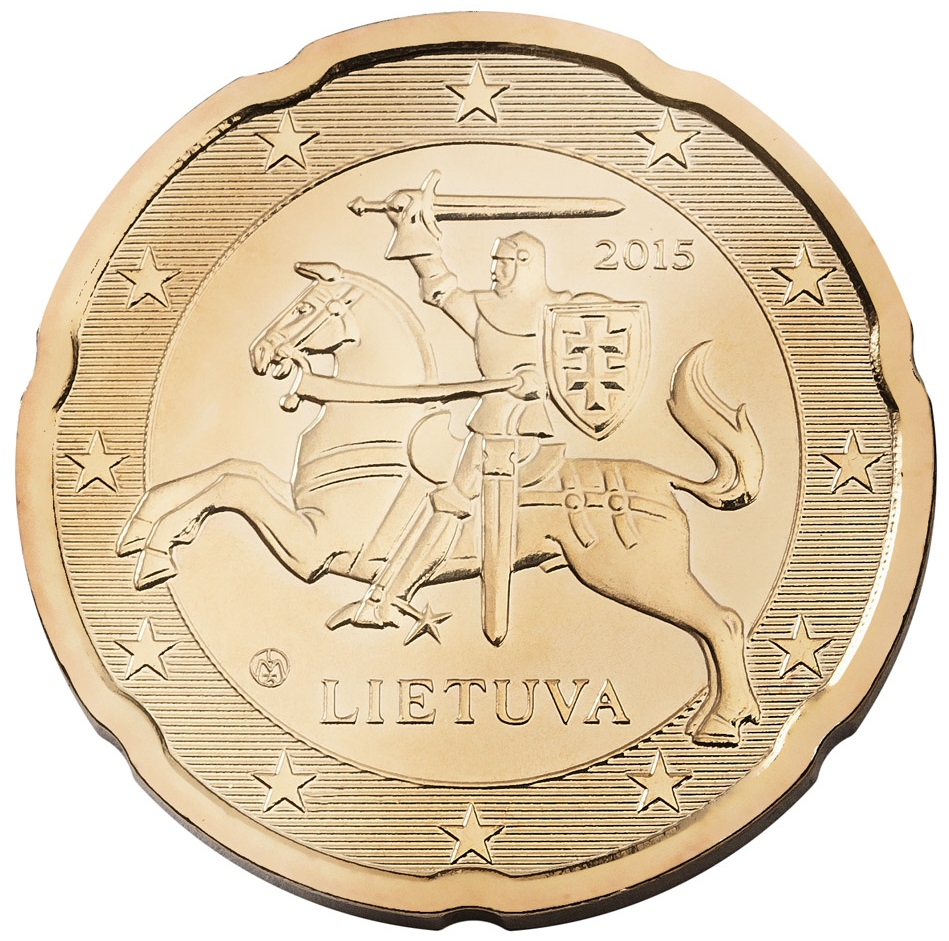
Rubová strana 20 eurocentů
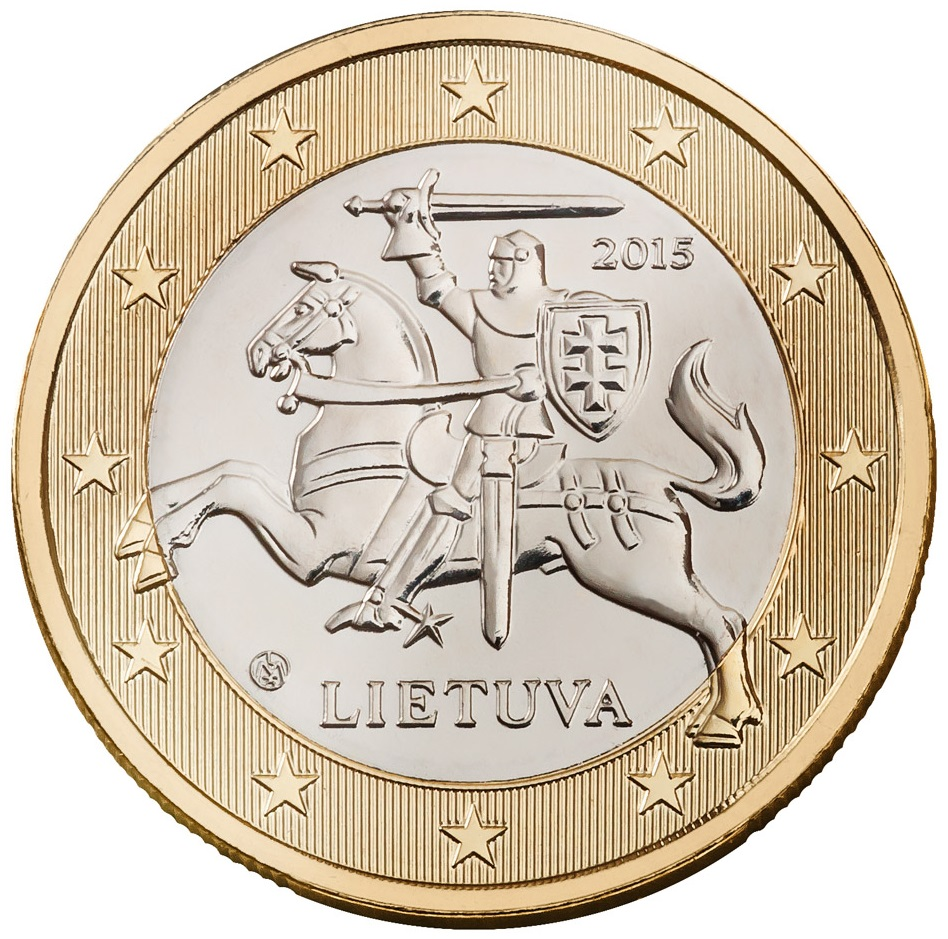
Rubová strana 1 euro
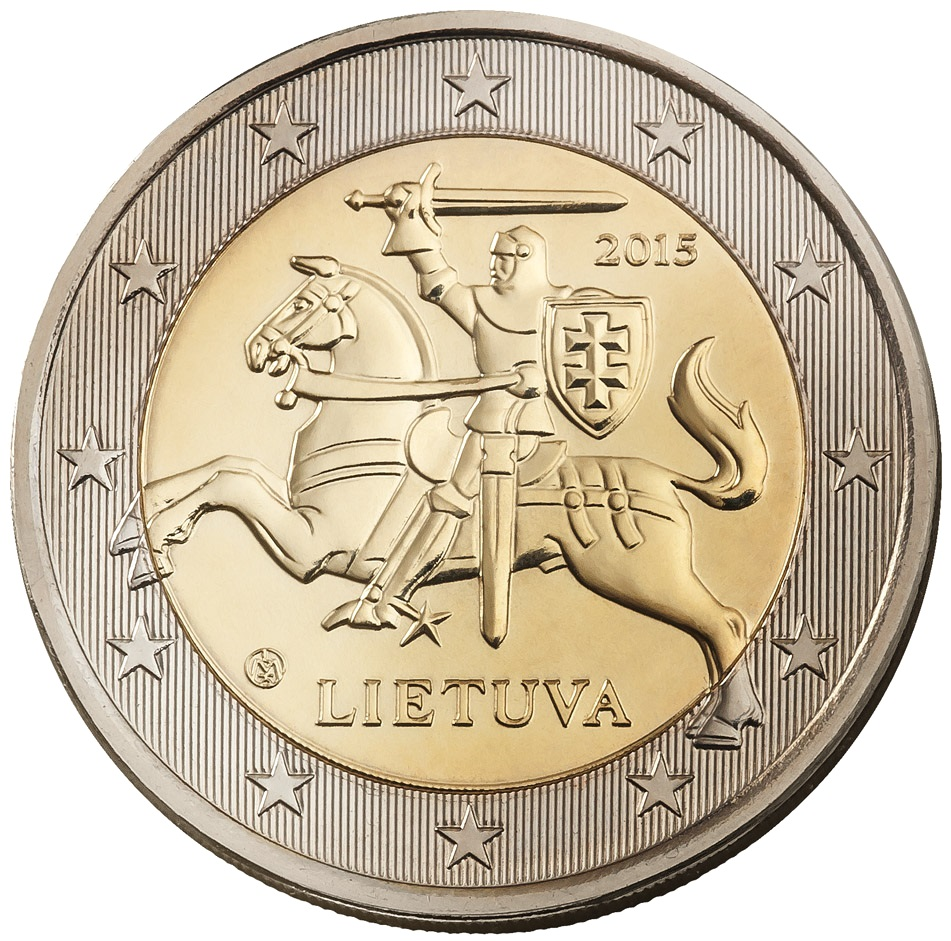
Rubová strana 2 eura

## Pamětní mince

### Dvoueurové oběžné mince
Následující přehled zahrnuje 2€ pamětní mice vydané mezi roky 2015 a 2024.
1. 2015 – společná série mincí států eurozóny – 30 let vlajky Evropské unie
2. 2015 – litevský jazyk
3. 2016 – baltská kultura
4. 2017 – Vilnius
5. 2018 – Estonsko, Lotyšsko a Litva v roce 2018 společně vydaly pamětní eurominci s jednotným motivem na oslavu založení estonského státu a lotyšského státu a obnovení litevského státu.
6. 2018 – Litevská slavnost písní a tanců (zapsaná na reprezentativním seznamu nehmotného kulturního dědictví lidstva UNESCO)
7. 2019 – Sutartinės (litevské vícehlasé písně zapsané na reprezentativním seznamu nehmotného kulturního dědictví lidstva UNESCO)
8. 2019 – Žemaitija (ze série Litevské etnografické regiony)
9. 2020 – Aukštaitija (ze série Litevské etnografické regiony)
10. 2020 – kulturní dědictví UNESCO – Kryžių Kalnas (Hora křížů)
11. 2021 – Program UNESCO Člověk a biosféra – biosférická rezervace Žuvintas
12. 2021 – Dzúkija (ze série Litevské etnografické regiony)
13. 2022 – společná série mincí států eurozóny – 35 let od zahájení programu Erasmus
14. 2022 – Suvalkija (ze série Litevské etnografické regiony)
15. 2022 – 100 let basketbalu v Litvě
16. 2023 – společně s Ukrajinou
17. 2024 – tradiční litevské ozdoby „slaměné zahrady“